# Протести в областях України у січні 2014
Протести в областях України у січні 2014 — стихійні масові акції з зайняттям адміністративних споруд, усунення, звільнення з посад голів обласних, міських та районних держадміністрацій, голів обласних рад та їхніх заступників тощо, що прокотилися по Україні з 22 січня 2014 року в ході Європейської революції в Україні. Ці протести стали реакцією народу на загострення протистояння Євромайдану з офіційною владою України після прийняття 16 січня «Законів про диктатуру», подій під час сутичок на вул. Грушевського в Києві та знаменували початок гарячої фази протистояння.
На 24 січня було захоплено 8 адміністрацій: Київську, Львівську, Тернопільську, Хмельницьку, Рівненську, Чернівецьку, Житомирську, Івано-Франківську. Ще 2 були заблоковані: Волинська (у Луцьку), Закарпатська (в Ужгороді).
Черкаська, хоч і була взята штурмом, потім була відбита міліцією. Також йшли мітинги біля адміністрацій Запоріжжя, Одеси та Дніпропетровська.
25 січня штурмом було взято Полтавську облраду та Волинську ОДА.

## Автономна Республіка Крим

### Сімферополь
У Сімферополі перші вуличні зібрання прихильників і опонентів євроінтеграції держави відбулися 22 листопада 2013 р., після оприлюднення заяви президії Верховної Ради АР Крим про підтримку рішення уряду Миколи Азарова щодо призупинення підготовки до підписання угоди про асоціацію України з Європейським Союзом. Відтоді проукраїнські та проєвропейські акції відбувалися у великих містах Криму (Сімферополь, Севастополь, Євпаторія, Керч, Ялта) до середини березня 2014 р.
24 листопада в Сімферополі під час першої великої акції прихильників євроінтеграції з назвою «Я обираю ЄС» було оголошено про створення громадського руху «Євромайдан-Крим». 6 грудня учасники руху створили Штаб національного спротиву. В середині місяця лідери й активісти кримського Євромайдану виступили під час всеукраїнського віча на Майдані в Києві, де вони перебували тривалий час.
У січні 2014 у Сімферополі до руху «Євромайдан-Крим» долучилися вболівальники футбольного клубу «Таврія». 18 лютого, під час сутичок учасників Революції гідності з силовиками в центрі столиці серед прихильників Майдану в Криму було оголошено мобілізацію на Київ.
28 січня кілька тисяч активістів вийшли на мітинг ініційований Меджлісом проти диктатури в Україні. Акція пройшла, попри повідомлення про можливі провокації і насилля з боку проросійських сил. Однак, щоб уникнути зіткнень, організаторам мітингу довелося перенести захід під стіни Постійного представництва президента України в Криму. Мітинг підтримали також активісти кримського Євромайдану і проукраїнських організацій. Акція протесту пройшла без ексцесів, хоча проросійські активісти мітингували за кілька сотень метрів від Представництва президента, а деякі з них підходили ближче і спостерігали за мітингом через дорогу.
26 лютого біля ВР АРК сталася сутичка між проросійськи та проукраїнськи налаштованими активістами у зв'язку з намірами кримського парламенту розглядати питання виходу Криму зі складу України.
Остання акція руху «Євромайдан-Крим» відбулася 15 березня 2014 р. в Сімферополі: близько сотні активістів мітингували біля пам'ятника Шевченкові проти російської окупації півострова. Наступного дня відбувся «референдум про статус Криму», який активісти руху «Євромайдан-Крим» бойкотували.

### Севастополь
23 листопада 2013 р. в Севастополі активісти української громади вперше спільно обговорили питання про підтримку київського Євромайдану і прийняли рішення провести за день перший мітинг на його підтримку.
14 січня 2014 р. в Севастополі було зареєстровано ГО «Майдан-Севастополь», до якої увійшли 5 партійних структур — «Батьківщина», «Українська республіканська партія», «Удар», «Свобода» та «Солідарність», а також 19 ГО.

## Вінницька область

### Вінниця
У ніч з 22 на 23 січня 2014 року за закликом «Правого сектора» у місті відбувся рейд проти тітушок. В районі залізничного вокзалу було розігнано тих, хто хотів виїхати на антимайдан до Києва та зупинено 2 автобуси, зокрема в одному було побиті вікна, а в іншому — проколені шини. Біля автовокзалу відбулась невелика бійка, в яку втрутилась міліція.
25 січня 2014 року позачергова сесія Вінницької обласної ради мала приймати бюджет на 2014 рік. Також на порядку денному стояло питання про звернення депутатів обласної ради до «президента» України та Верховної Ради щодо суспільно-політичної ситуації в Україні. До початку сесії перед приміщенням вінницької ОДА вже стояло декілька тисяч мітингувальників. Периметр облдержадміністрації був очіплений трьома-чотирма сотнями правоохоронців.
Захоплення приміщення Вінницької обласної ради пройшло у сутичках, але без жертв. У сесійній залі ще з самого початку роботи сесії почалась паніка через вибухи на вулиці та у фоє приміщення ОДА.(зник один із організаторів захоплення та проголошення ВНР Чумак Сергій
У перші хвилини захоплення будівлі ВОДА постраждало декілька активістів — їм розбили обличчя. Штурм почали зі словами «Банду геть!» та «Міліція з народом!». В роботі сесії залі оголосили перерву.
Голова адміністрації Вінниччини Іван Мовчан в супроводі начальника обласного УВС Віктора Русина та голови облради Сергія Татусяка вийшов до мітингувальників на вулицю і повідомив, що на ньому лежить відповідальність за долю 1,6 мільйона мешканців області, а тому він не буде подавати у відставку.
У захопленій сесійній залі під координацією депутата Верховної Ради Андрія Шевченка депутати-опозиціонери підписали звернення до перших осіб країни, з основними вимогами відставки Кабміну, дочасних виборів президента й парламенту. Була створена Народна рада, як представницький орган територіальних громад Вінниччини.

## Волинська область

### Луцьк
24 січня мітингувальники взяли в облогу центр виконавчої влади Волинської області. Щоправда штурм так і не відбувся, бо голова Волинської обласної ради Володимир Войтович та голова держадміністрації Борис Клімчук написали заяву про відставку. Це загалом задовольнило «протестний настрій» мітингувальників, що чекали цих заяв майже 4 години на суворому січневому морозі. 5 лютого указом президента України голову Волинської ОДА було звільнено.

## Дніпропетровська область

### Дніпропетровськ
26 січня в результаті протистояння учасників народного віче, міліції та «тітушок» біля стін Дніпропетровської обласної державної адміністрації постраждали 10 осіб, четверо госпіталізовані. З 10 постраждалих — 8 співробітників міліції і два учасники акції.
У Кіровський райвідділ міліції були доставлені 14 затриманих активістів, зокрема координатор руху «Третя Українська Республіка», екс-депутат обласної ради Вадим Шебанов. Міліція відкрила три кримінальні провадження за ч. 1 ст. 294, ст. 2 ст. 342, ст. 348 Кримінального кодексу України.

## Донецька область

### Маріуполь
26 січня кілька сотень мешканців Маріуполя вийшли на мітинг проти Віктора Януковича.

## Житомирська область

### Житомир
23 січня під час мирного зібрання громадян на мітингу, який відбувся на майдані Корольова у Житомирі, значна кількість невідомих осіб вчинила спробу захопити будівлю Житомирської обласної державної адміністрації. Депутати Житомирської облради не прийняли звернення до парламенту щодо політичної ситуації в Україні, чим викликали обурення пікетувальників на вулиці під стінами ОДА. У Житомирі також розпочато розслідування за фактом спроби захоплення будівлі ОДА. 24 січня мітингувальники взяли в облогу Житомирську міську раду, яка того ж дня під тиском громадськості висунула вимоги до Президента України Віктора Януковича звільнити всіх затриманих активістів Майдану у Києві. Ці вимоги суд визнав незаконними.

## Закарпатська область

### Ужгород
27 січня на площі Народній біля Закарпатської ОДА зібралися протестувальники. Двері вони не блокували, бо по периметру стояли правоохоронці. Мітингувальники поміж зведених напередодні барикад з мішків із снігом встановили нові намети. Народне віче, яке зібралося 27 січня в Ужгороді, ухвалило рішення про створення 28 січня Народної ради Закарпаття. Закарпатська обласна рада визнала Народну раду України та проголосувала за створення Народної ради Закарпаття.

## Запорізька область

### Запоріжжя
27 січня відбулися 10 000 про-Європейські мітинги, котрі, за даними ЗМІ, було подавлено спільними зусиллями МВС та «тітушок» ([недоступне посилання з квітня 2019],  [Архівовано 29 січня 2014 у Wayback Machine.]).
Наступного дня за «підозрою у участі у масових акціях та захоплені державних органів влади» Запорізьким УБОЗ було затримано лідера Запорізького осередку ВО «Свобода» М. Подлобнікова та громадського діяча Артюшенко Ігор Андрійович  [Архівовано 2 лютого 2014 у Wayback Machine.]. Через два дні суд наклав на останнього двомісячний цілодобовий домашній арешт. Всього затримано 32 активісти, з них 6 відпущено на поруки, решта залишилась під домашнім арештом (правда на відміну від Артюшенко та Підлобникова з правом ходити на роботу та покидати домівку за узгодженими потребами)  [Архівовано 2 лютого 2014 у Wayback Machine.]

## Івано-Франківська область

### Івано-Франківськ
Ввечері 19 січня активісти заблокували військову частину № 1241 внутрішніх військ, коли їм стало відомо про те, що цю частину планують відправити до Києва. Блокування військової частини внутрішніх військ розпочалося також в Калуші
21 січня міський голова Івано-Франківська Віктор Анушкевичус заявив, що закони про диктатуру від 16 січня 2014 року були ухвалені в ручному режимі, з порушенням норм регламенту Верховної Ради та усупереч Конституції України, і тому він вважає їх недійсними і не має наміру їх виконувати.
23 січня розпочалось блокування будівлі Івано-Франківської держобладміністрації.
24 січня без особливого опору міліції та спецпризначенців мітингувальники зайняли будівлю Івано-Франківської ОДА. Мітингувальники створили живий коридор і випустили звідти міліцію. Через кілька годин зі сторони центрального входу (що по вулиці Грушевського) ними було зведено барикади навколо ОДА висотою 2-3 метри. За фактом захоплення будівлі міліція відкрила кримінальну справу.
25 січня на позачерговій сесії Івано-Франківської облради було прийнято рішення про заборону діяльності та символіки КПУ та Партії регіонів на території області. Також депутати підтримали рішення заборонити спецпідрозділу «Беркут» та іншим спецпризначенцям наближатися ближче ніж на 100 метрів до адмінбудівлі обласної влади. Крім того, своїм рішенням облрада зобов'язала обласну міліцію протягом доби повернути особовий склад правоохоронців і спецпідрозділи з Києва і заборонити виїзд до столиці до 31 травня. Також депутати Івано-Франківської облради створили Народну раду як міжфракційне об'єднання, до якої увійшли 82 опозиційні депутати обласної ради. Перше її засідання розпочалося одразу після сесії облради.

### Коломия
26 січня в Коломиї мітингувальники після недільного віче захопили міський і районний офіс Партії регіонів і спалили всю символіку та документацію.

## Київська область

### Біла Церква
У Білій Церкві Київської області акція вшанування пам'яті вбитого на вулиці Грушевського у Києві громадянина Білорусі Михайла Жизневського переросла 24 січня у стихійну ходу з вимогами відставки уряду.
Люди вимагали від міської ради ухвалити звернення до керівництва України з вимогою скасувати «закони 16 січня». Також учасники ходи вимагали відставки президента. Ніяких спроб штурму міської ради вони не робили. Акція відбулася мирно, під контролем працівників міліції.

### Бородянка
27 січня о 12:00 годині на площі ім. Т. Г. Шевченка відбувся мітинг громади Бородянського району. На заході зібралось близько 400 осіб, які колоною рушили до Бородянської райдержадміністрації.
Учасники мітингу закликали голову райдержадміністрації скликати позачергову сесію райради, щоб висловити недовіру уряду, вимагати зміни Генпрокурора та спікера Верховної ради. В ході мітингу була створена Народна рада, яка ухвалила рішення про повторне зібрання 1 лютого 2014 року, в разі невиконання вимог громадськості.

### Переяслав-Хмельницький
27 січня об 11 годині біля міської ради Переяслава-Хмельницького зібралося чимало жителів міста та району. Спочатку мітингувальників запросили до сесійної зали, проте, всіх охочих вона не вмістила. Переяславці стояли в коридорі та на східцях, а частина навіть не змогла увійти до приміщення міської ради і залишилась на дворі. Було вирішено перенести зібрання на вулицю. Громада ухвалила скликати позачергову сесію міської ради, на якій розглянути питання про ситуацію в країні. На віче також було прийнято рішення про організацію позафракційного об'єднання «Народна рада», до нього увійшло 16 депутатів міської ради.

## Кіровоградська область

### Кіровоград
26 січня у Кіровограді (нині Кропивницький) близько тисячі людей провели мітинг і пройшли ходою центральною вулицею міста, заблокувавши при цьому одну дорожню смугу. Колону активістів супроводжували міліціонери.
Біля пам'ятника Богдана Хмельницького думки активістів розділилися: більш радикальні пропонували повертатися на площу Кірова для штурму облдержадміністрації, інші — не готові на це піти. Після радикальних закликів деякі люди почали розходитися. У підсумку вирішили збирати наступне віче 28 січня в 10:00, причому закликали приходити тільки чоловіків. Під час мітингів двом активістам Євромайдану, батькові та сину Шмиленкам, розбили голову. За словами постраждалих, удари гумовим молотком завдали "тітушки".
28 січня Кіровський районний суд Кіровограда заарештував на два місяці активіста місцевого Євромайдану, кандидата педагогічних наук, викладача Кіровоградського державного педагогічного університету ім. В. Винниченка Олександра Ратушняка. Йому інкримінують хуліганство і заклики до штурму ОДА та підбурювання до протиправних дій.

## Львівська область

### Львів
23 січня 2014 року в рамках Загальноукраїнського страйку люди заблокували та зайняли будівлю Львівської обласної державної адміністрації, зажадали почути думку щодо подій у Києві Голову Львівської ОДА Олега Сала, а також заявили, що створюють Народну раду у Львові та беруть владу у свої руки. Головного міліціонера Львівщини Олександра Рудяка, який нагадав про чинність «законів 16 січня», зустріли скандуванням «Ганьба!». Протестувальники зустріли Олега Сала біля входу у будівлю Львівської ОДА, вручили йому ручку та папір та, не допускаючи його в кабінет, примусили написати заяву про звільнення, після чого випустили його з будівлі та понесли її реєструвати у канцелярію. 30 січня активісти повністю звільнили будівлю Львівської облдержадміністрації на вул. Винниченка,18, яку захопили 23 січня.

## Миколаївська область

### Миколаїв
25-26 січня на миколаївському «Майдані» на розі вул. Радянська та Адміральська під національними синьо-жовтими, червоно-чорними УПА і синіми партії «Свобода» відбувся мітинг, після проходу центральною вулицею кількість мітингувальників збільшилась до понад 1 тисячі.

## Одеська область

### Одеса
26 і 28 січня в Одесі пройшли мітинги на підтримку Євромайдану. На Приморський бульвар до пам'ятника Дюку, вийшли до 1000 осіб. В ході останнього мітингу активісти прийняли рішення не розпускати Майдан до тих пір, поки функціонує Євромайдан у Києві. 29 січня у Одесі активісти обрали виконком місцевої Народної Ради.

## Полтавська область

### Полтава
23 січня у Полтаві перед будівлею ОДА й облради зібралося близько тисячі людей, які вимагали відставку голови облдержадміністрації Олександра Удовиченка. Тоді намір штурму будівлі спинив начальник міліції, який вшанував хвилиною мовчання убитих активістів у Києві і разом з усіма заспівав Гімн України.
24 січня мітингувальники намагалася штурмувати будівлю, але правоохоронці стримали натиск. Голова ОДА Олександр Удовіченко, який вийшов до публіки, відмовився піти у відставку. Наступного дня протестувальники захопили сесійний зал Полтавської обласної ради та почали зводити барикади.

### Кременчук
У Кременчуці 26 січня, близько 14.00, активісти прийшли до будівлі міськвиконкому. Мітингувальникам, які хотіли увійти в мерію, дорогу перегородила міліція. Почався опір, у результаті якого були вибиті двері мерії. Згодом у ході переговорів, мер Олег Бабаєв пообіцяв, що 27 січня відбудеться позачергова сесія міськради, на якій буде розглянуто звернення до президента та уряду з вимогою відставки.
За фактом замаху на захоплення будівлі Кременчуцької міської ради зареєстроване кримінальне провадження
27 січня на позачерговій сесії Кременчуцької міської ради на площі Незалежності депутати проголосували за звернення про відставку Президента, уряду та міністра внутрішніх справ, проведення позачергових президентських та парламентських виборів, припинення перевищення обов'язків правоохоронними органами, скасування законів, що були прийняті 16 січня, та примирення усіх сторін.

## Рівненська область

### Рівне
23 січня кілька тисяч рівнян прийшли до Рівненської ОДА. Вони розбили скло двох вхідних дверей та зайшли у хол приміщення. Потрапивши у будівлю люди проспівали Гімн. Керівництво ОДА та активісти провели перемовини, в результаті яких всі заступники голови Рівненської ОДА Анатолій Юхименко, Олексій Губанов Світлана Сад та Володимир Новак написали заяви про звільнення.
За фактом захоплення будівлі Рівненської обласної державної адміністрації зареєстровано кримінальне провадження за попередньою правовою кваліфікацією правопорушення за частиною 1 статті 341 КК України. Попри це працівники Рівненської ОДА працюють у звичному режимі. Розпорядження чи якихось вказівок не виходити на роботу не було. В мережі також з'явилася рівненська народна республіка, але вона не була офіційною.

## Сумська область

### Суми
26 січня ввечері мітингувальники зайняли Будинок рад, в приміщенні якого обласна та міська ради проводять свої сесії. До будинку зайшли загони самооборони, які взяли під свій контроль всі входи, виходи та приміщення будівлі.
27 січня вночі у Сумах працівники міліції зачистили територію, яку контролювали активісти Євромайдану. Близько 300 силовиків, озброєних кийками, а також щитами та касками зачистили площу Незалежності та Будинок рад. За фактом блокування і захоплення адміністративних будівель Сумської обласної державної адміністрації та обласної ради слідчим відділом міськвідділу УМВС України в Сумській області розпочато кримінальне провадження за ч. 1 і 2 ст. 341 Кримінального кодексу України (захоплення і блокування державних або громадських споруд).

## Тернопільська область

### Тернопіль
23 січня 2014 року у Тернополі було заблоковано будівлю Тернопільську ОДА, після чого за підтримки тернопільського Автомайдану було взято будівлю обласної державної адміністрації, чому посприяли міліціонери, які відійшли.
25 січня Тернопільська обласна рада відкликала повноваження, які вона делегувала облдержадміністрації, та створила облвиконком. 25 січня Тернопільська обласна рада визнала Народну Раду України як орган, уповноважений представляти інтереси народу України на території області.
Також депутати заборонили проводити на території області заходи за участю Збройних сил України, Міністерства внутрішніх справ України, інших правоохоронних органів з використанням спеціальних засобів, зброї та військової техніки, спрямованих на обмеження прав громадян на проведення мирних зібрань.

## Херсонська область

### Херсон
25 січня мешканці Херсону влаштували пікет під стінами обласної державної адміністрації.

## Хмельницька область

### Хмельницький

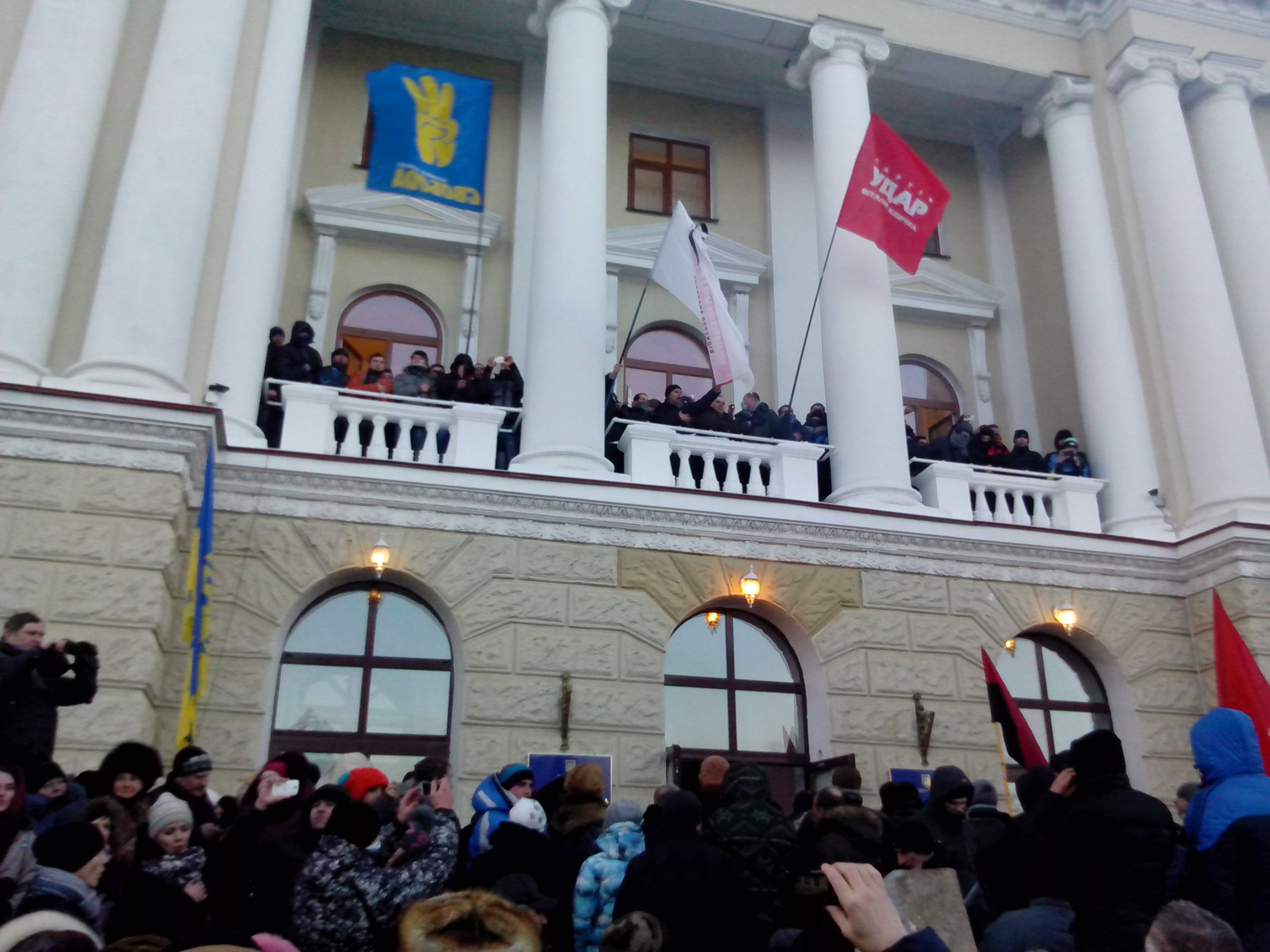
Мітингувальники, що зайняли приміщення Хмельницької обласної ради / адміністрації, вітають з балкону людей на майдані Незалежності.

23 січня 2014 року у Хмельницькому тисячі протестувальників пікетували Хмельницьку ОДА, обклавши її барикадами з мішків з снігом, бочок з водою та старих автомобільних шин, з вимогою провести позачергову сесію, щоб ухвалити звернення до чинної влади із закликом припинити силове протистояння в Києві. Тим часом Хмельницька міська рада виступила проти законів, увалених «ручним голосуванням» у Верховній Раді України та поставила вимогу їх скасувати, притягти до кримінальної відповідальності осіб, винних у побитті та вбивстві мирних демонстрантів та представників ЗМІ, припинити переслідування усіх учасників мирних акцій протесту, а також підписати протягом 2014 року угоду про асоціацію України з ЄС
Станом на 17:00 колона Євромайданівців кількатисячною ходою рушила з Майдану Незалежності до Епіцентру.
Власником Епіцентру був Герега який голосував за  Диктаторські закони 16 січня.

24 січня відбулась позачергова сесія Хмельницької облради, на якій 60 із 62 депутатів проголосували за звернення до Президента та голови Верховної ради з вимогою відставки Кабміну, дострокових виборів Президента та Верховної ради, припинення переслідування учасників акцій протесту.
Мітингувальники зайняли приміщення облради/адміністрації, незважаючи на опір працівників спецпідрозділу «Грифон» і застосування ними сльозогінного газу, та вимагали відставки голови держадміністрації Ядухи, однак той втік.

### Кам'янець-Подільський
1 грудня студенти Національного університету ім. Івана Огієнка, Подільського державного аграрно-технічного університету та інших навчальних закладів вийшли на протест у місті, пройшовши колоною по вулицям та свормула віче біля міської ради. 
Надалі багато мешканців міста збирались щодня на віче під міськрадою, щоб виразити свої протести проти режиму та підтримати Євромайдан у Києві.

## Черкаська область

### Черкаси
23 січня 2014 року на мітинг біля облдержадміністрації зібралось близько 20 тисяч осіб, і почали штурм будівлі, зірвавши погони з працівників спецпідрозділу «Грифон». Працівники міліції забарикадувалися у будівлі, і пробували розігнати натовп, поливаючи його у 10-тиградусний мороз водою. Розтрощивши двері та вікна, протестувальники увірвались до приміщення Черкаської обласної ради, а також почали палити документи, які виносили з кабінетів на першому поверсі будівлі. Близько 23.00 працівники міліції звільнили приміщення облради від мітингувальників.
Під час штурму Черкаської ОДА постраждала студентка Ольга Галушко, якій міліція скинула на голову вазон з четвертого поверху. Стосовно неї спочатку з'явилась інформація, що вона померла не приходячи до тями після операції. Пізніше виявилось, що вона вижила, але знаходиться у вкрай важкому стані.
За фактом вчинених кримінальних правопорушень відкрито кримінальні провадження. 25 січня районними судами Черкаської області задоволено клопотання слідчих про обрання запобіжних заходів стосовно 48 осіб, які підозрюються у вчиненні кримінальних правопорушень, передбачених ч. 1 ст. 294, ч. 2 ст. 341 Кримінального кодексу України (масові заворушення, захоплення державних будівель).
27 січня вночі у Черкасах невідомі особи провели другу спробу захоплення будівлі Черкаської ОДА. Перед цим на Соборну площу приїхали учасники столичного Автомайдану. На захист будівлі вибігли бійці «Беркуту», які розігнали активістів Автомайдану. Затримано 19 осіб.

## Чернівецька область

### Чернівці
24 січня в Чернівцях опозиційні депутати утворили обласну Народну раду та обрали її президію. Мітингувальники цього ж дня зранку штурмували приміщення Чернівецької ОДА та обласної ради. Після 14 години активісти прорвались до будівлі з чорного ходу. Вони вступили в переговори з міліцією, за результатом яких, частина правоохоронців та працівники облради й ОДА покинули приміщення. Мітингувальники сформували загони самооборони, які захищають приміщення від можливої контратаки правоохоронців або дій провокаторів та мародерів. 25 січня обласна Народна рада закликала працівників облради та ОДА повернутися на свої робочі місця.

## Чернігівська область

### Чернігів

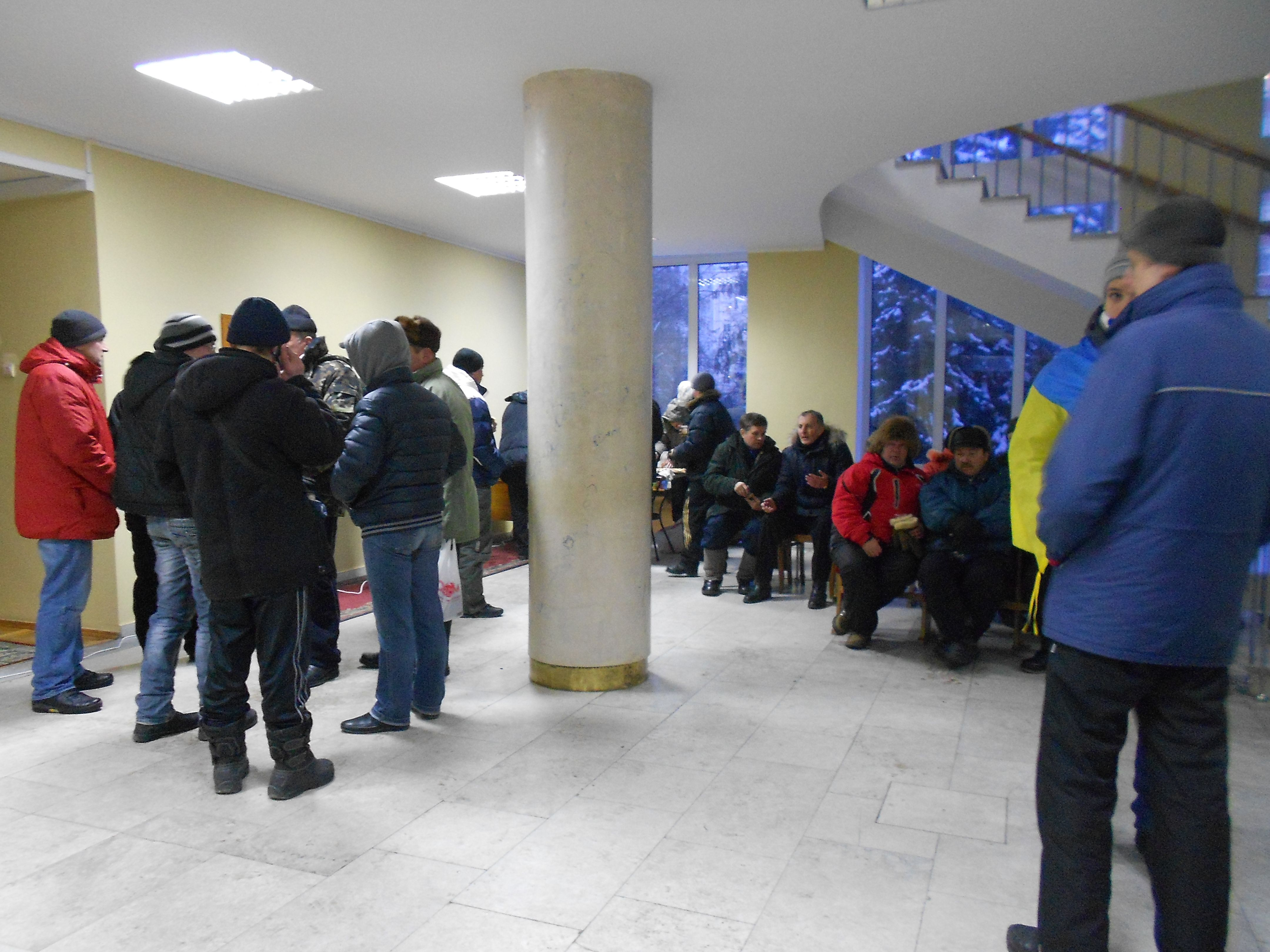
Мітингувальники в Чернігівській облраді. 27 січня 2014 року

24 січня 2014 року о 10:00 біля пам'ятника Богдану Хмельницькому відбувся мітинг «Анатомія беззаконня влади». Було присутні 400 чоловік. 25 січня 2014 року о 10:30 розпочався новий мітинг. Близько 4000 осіб були присутні на мітингу на Красній площі. Також неподалік від мітингувальників розташувалися 500 прихильників влади. У 11:00 перед народом виступили депутати Верховної Ради Олег Ляшко (позафракційний), Валерій Дубіль (Батьківщина), Сергій Аверченко (УДАР) та Руслан Марцінків (Свобода). Після цього розпочався штурм Чернігівської ОДА. Адмінбудівлю захищала міліція. Проте демонстранти відтіснили її і в 12:35 виламали двері. Депутати пішли на переговори. Під час штурму постраждали 2 людей, яких забрала швидка. Ще під час штурму міліція затримала 6 активних протестувальників. Після переговорів їх було відпущено. Але на цьому події не закінчилися. Прокуратура порушила кримінальні справи за захоплення приміщення.
О 12:00 26 січня відбулося чергове віче на Красній площі.
27 січня протестувальники захопили Чернігівську обласну раду. Міліція, яка була там присутня не заважала мирному приходу громадян та депутатів Верховної Ради. На 19-00 була запланована сесія депутатів.
28 січня відбулася сесія облради. Були присутні 75 із 100 депутатів. Була прийнята заява до Президента України такого змісту:
« Ми звертаємося до керівництва військових частин СБУ, МВС, ДПСУ діяти відповідно до даної народові України присяги.
Звертаємося до Верховної Ради України та Президента України скасувати закони України, що обмежують конституційні права та свободи громадян, прийняті Верховною Радою України 16 січня 2014 року.
Звертаємося до Верховної Ради України повернутися до Конституції 2004 року, провести судову реформу та впровадити інститут виборності суддів.
Просимо виявити витримку, зваженість і мудрість в ім'я незалежності України, демократичного шляху її розвитку, дотримання прав і свобод людей.
Єдність нашої держави, гідне життя наших громадян варті того, щоб за це боротися в рамках законності та порядку».
А також:
- Закликали до звільнення активістів та учасників протестних акцій.
- Закликали всі політичні сили України, громадських діячів та громадян не порушувати Конституцію, не піддаватися на провокації, які ставлять під загрозу цілісність, суверенітет і незалежність нашої держави.

На 28 січня облога знята. Тим часом, міліція почала запрошувати на пояснення осіб, які захоплювали Чернігівську ОДА 25 січня. Правоохоронці відкрили кримінальне впровадження.